# Postplatz (Chur)

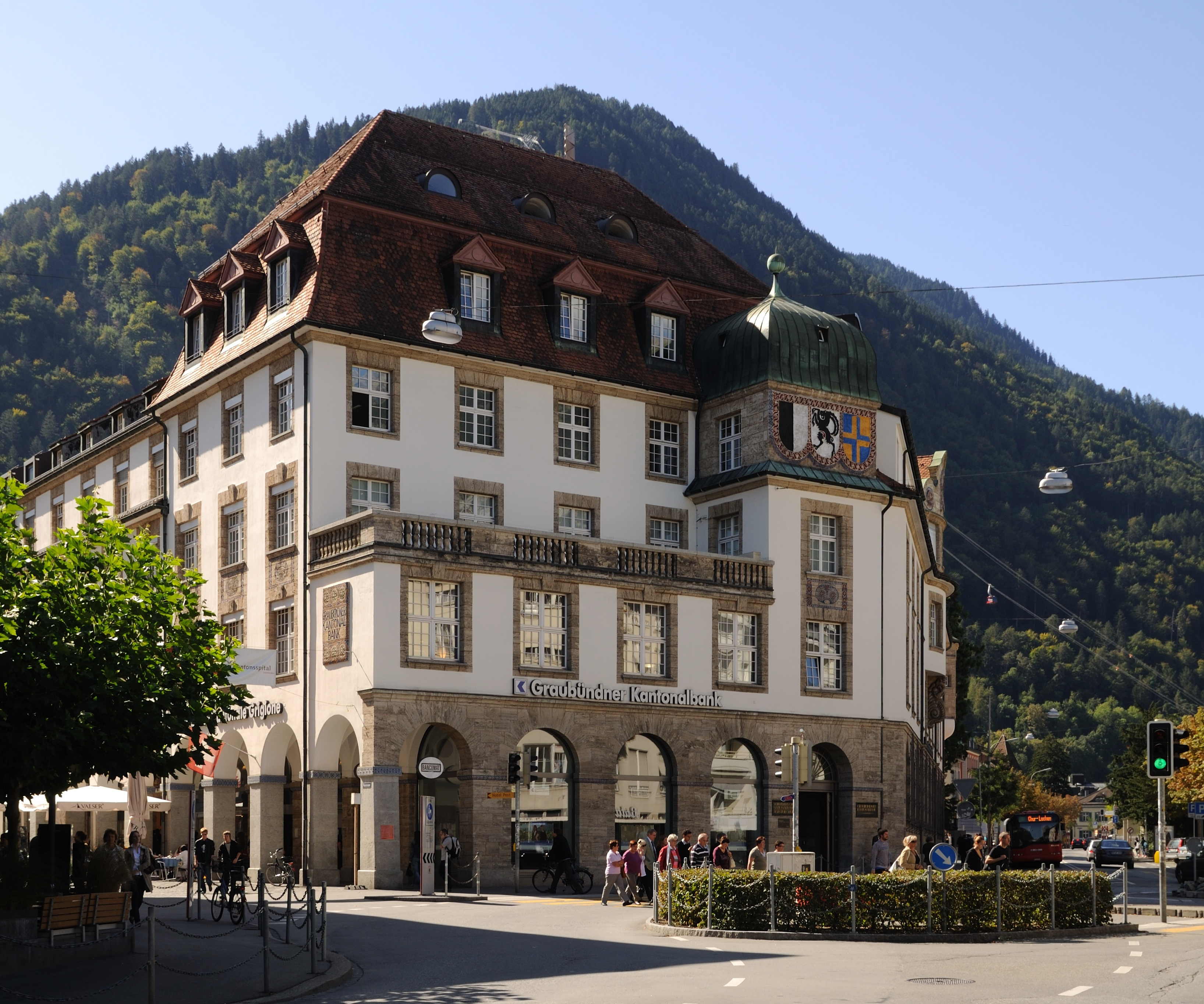
Die Bündner Kantonalbank als das den Postplatz dominierende Gebäude

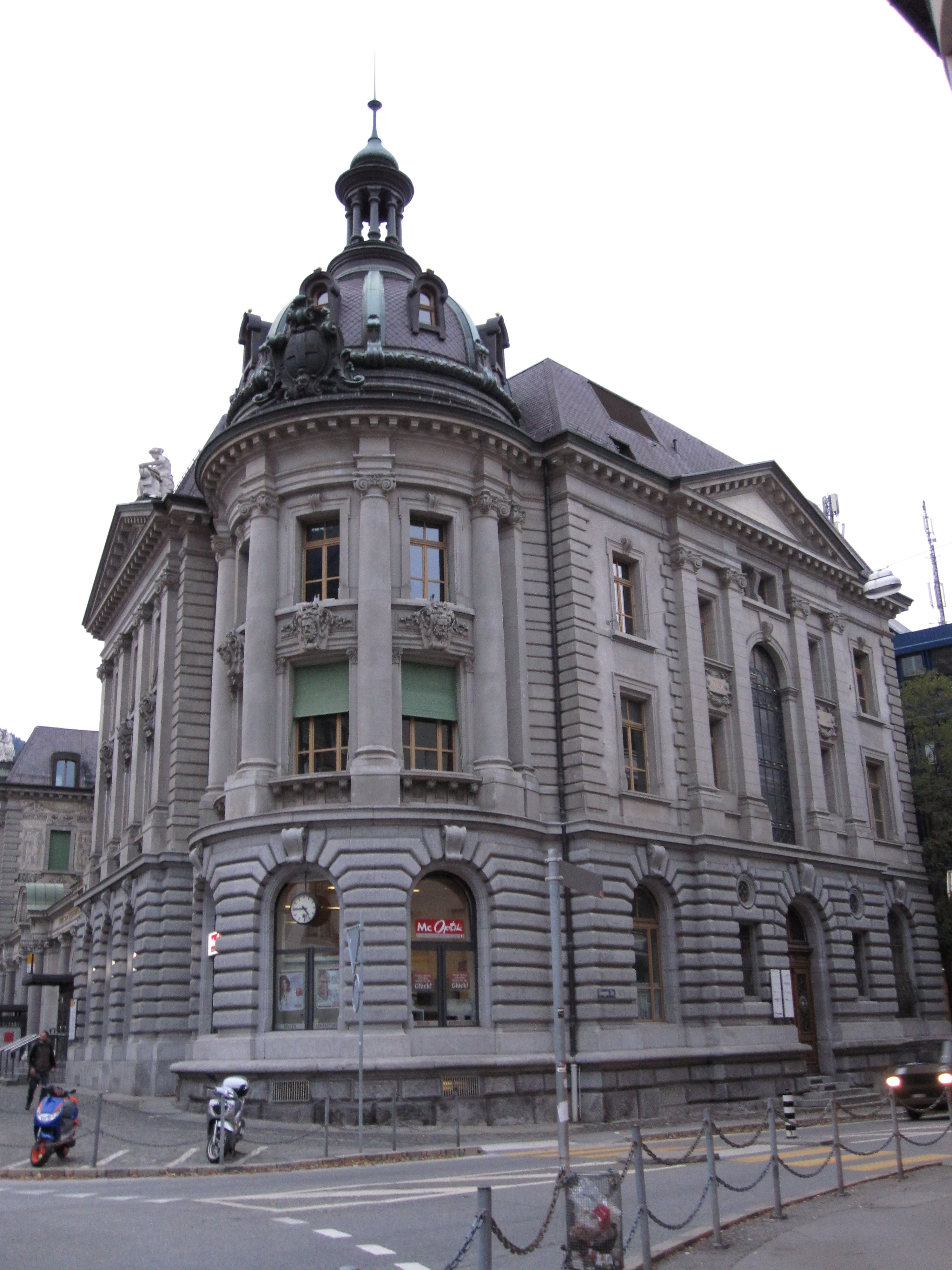
Das Postgebäude als Kulturgut von nationaler Bedeutung

Der Postplatz in der Bündner Kantonshauptstadt Chur liegt im Zentrum der Stadt.

## Lage und Bedeutung
Er bildet das Bindeglied zwischen verkehrsfreier Altstadt mit der weiträumigen Fussgängerzone einerseits und den Hauptverkehrsachsen Richtung Bahnhof, Richtung Masans mit dem Zubringer zur A13 und Richtung Lenzerheidepass und Julierpass andererseits.

## Gebäude
Am Postplatz befinden sich das denkmalgeschützte Postgebäude, das Verwaltungsgebäude der Graubündner Kantonalbank sowie an der Abzweigung zur Grabenstrasse das Bündner Kunstmuseum.

## Verkehrsführung
Der Verkehr wird für Chur sonst unüblich in einem Mischmodell aus Kreisel und Signalisation geführt.